# Siège de Tripolizza
Vous lisez un « article de qualité » labellisé en 2008.
Guerre d'indépendance grecque
Batailles
- Patras
- Alamana
- Gravia
- Valtetsi
- Doliana
- Drăgășani
- Tripolizza
- Péta
- Chios
- Dervénakia
- Nauplie
- Karpénissi
- Guerres civiles (en)
- Psará
- Maniaki (en)
- Sphactérie
- Missolonghi
- Arachova
- Phalère
- Navarin

Le siège de Tripolizza, ou Massacre de Tripolizza, entre mai et octobre 1821, est un épisode clé de la guerre d'indépendance grecque contre l'Empire ottoman.
La prise de Tripolizza, capitale de la province de Morée (Péloponnèse) dans la Grèce ottomane, aujourd'hui Tripoli, capitale de l'Arcadie, district régional du centre du Péloponnèse, fut la première grande victoire des Grecs insurgés sous le commandement de Theódoros Kolokotrónis. Les combats se résumèrent longtemps à des escarmouches. Les quelques tentatives de sortie de la garnison ottomane se soldèrent par des échecs. Une reddition était en négociations à l'automne quand des Grecs pénétrèrent par surprise dans la ville le 5 octobre. On estime qu'un peu plus de 30 000 personnes, hommes, femmes et enfants, musulmans locaux ou réfugiés des alentours, devaient s'y trouver au début du siège, les rares Grecs de la ville l'ayant fuie à l'exception de 38 otages. En octobre, la population était tombée à 15 000, à la suite des nombreux décès à cause des combats, de la famine ou des épidémies, mais grâce aussi à quelques évacuations. Après la reddition de la ville, les troupes grecques exterminèrent près de 8 000 personnes, soit la quasi-totalité des survivants, et pillèrent leurs demeures.

## Contexte

### La guerre d'indépendance grecque

Germanos bénit les insurgés grecs.

La guerre d’indépendance grecque fut une guerre de libération contre l’occupation ottomane. Les affrontements principaux eurent lieu en Épire, autour d’Athènes et surtout dans le Péloponnèse.
Ali Pacha de Janina (Ioánnina), le gouverneur ottoman de la province d'Épire, qui cherchait à assurer définitivement l’indépendance de ses possessions, s’était révolté contre le Sultan Mahmoud II en 1820. La Porte (nom parfois donné au gouvernement de l’Empire ottoman) avait dû mobiliser toute une armée autour de Ioannina. Pour les patriotes grecs organisés dans la Filikí Etería et qui préparaient le soulèvement national depuis la fin du XVIIIe siècle, cette rébellion rendait le moment favorable. Il y avait potentiellement moins de soldats ottomans disponibles pour réprimer leur soulèvement. L’insurrection fut déclenchée dans le Péloponnèse. Elle commença entre le 15 et le 20 mars 1821 sous la double impulsion de Theódoros Kolokotrónis, un des chefs de l’insurrection, et de l’archevêque de Patras, Germanos, qui, selon la légende, aurait proclamé la guerre de libération nationale le 25 mars. Au même moment, Alexandre Ypsilántis pénétrait en Moldavie et Valachie, second foyer prévu pour l'insurrection, à la tête d'une troupe composée de membres de la Filikí Etería installés en Russie. L'Empire ottoman réduisit l'insurrection dans les provinces danubiennes en neuf mois, alors qu'en Grèce même les insurgés triomphaient.

### Les combats dans le Péloponnèse
Les communications dans le Péloponnèse, région montagneuse, étaient beaucoup plus faciles par mer que par terre. Les principaux ports étaient contrôlés par des forteresses qui constituèrent les premiers objectifs des révolutionnaires grecs : Patras, protégé par les « château de Morée » et « château de Roumélie », sur le golfe de Corinthe ; Corinthe et l'Akrocorinthe ; Nauplie et le fort Palamède ; le rocher fortifié de Monemvasia ; les anciennes places fortes vénitiennes de Coron et Modon, et enfin les deux forts de Navarin. Ces places prises, la seule route d'entrée serait devenue l'isthme de Corinthe, plus facile à contrôler. Quant à Tripolizza, elle tenait l'intérieur de la péninsule.

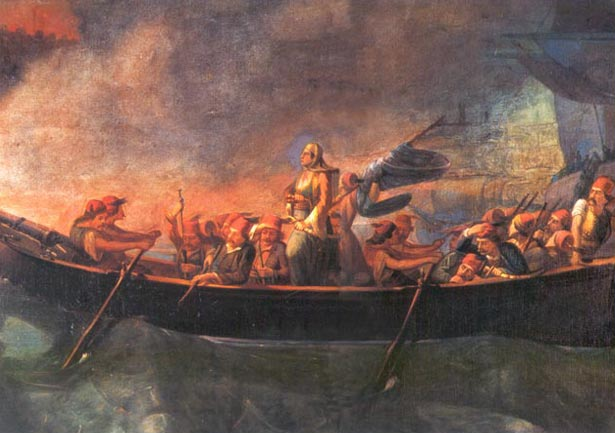
Bouboulina attaquant Nauplie.

Dès le 18 mars (julien), des combats s'étaient déroulés près de Kalávryta au nord de la péninsule qui fut prise le 21 mars (julien) ; le 23, ce fut le tour de Vostitsa au nord et Kalamata au sud, tandis que la région de Karýtena en Arcadie se soulevait. Le 25 mars (julien), tandis que Germanos proclamait le soulèvement national à Patras, un des « gérontes » de Tripolizza, Anagnóstis Kondákis, organisait un camp militaire à Vérvena, en Arcadie, pour surveiller les mouvements des troupes ottomanes et protéger la région d'une potentielle contre-attaque. Le 26 mars (julien), Pyrgos en Élide se révolta ainsi que la région de Gastoúni (nord-ouest du Péloponnèse). Le 28, le siège de Monemvasia, où 4 500 Turcs avaient trouvé refuge, commença. La ville ne fut prise que le 23 juillet (julien), à un moment où le moral des insurgés était au plus bas, à cause des difficultés du siège de Tripolizza. Le lendemain, à Aghios Athanasios près de Karýtena, Theódoros Kolokotrónis, à la tête de 300 Maniotes affronta durant six heures 1 700 soldats ottomans, venus d'Andrítsena. Ce fut la première véritable bataille de la guerre. Les Ottomans reculèrent. Kolokotrónis les poursuivit, les affronta et les vainquit à nouveau au passage de l'Alphée, près de Chazelaga. Deux jours plus tard, les Turcs qui avaient été défaits par Kolokotrónis, après avoir été rejoints par 2 500 autres soldats, prirent et brûlèrent le village de Salesi. Ce fut la première exaction de la guerre. Elle fut bientôt suivie de la reconquête de Patras par Yussuf Pacha qui en fit massacrer la population avant d'y mettre le feu, le 3 avril (julien). Le lendemain, commençait le siège de Nauplie, par des troupes terrestres d'un côté, mais aussi par les navires de Bouboulina de l'autre. Le 15 avril (julien), selon l'historiographie grecque, soixante-dix Grecs auraient été assiégés par 3 000 fantassins et cavaliers ottomans dans le village de Lévidi. Une sortie grecque aurait mis les assiégeant en déroute. Ils se seraient enfuis jusqu'à Tripolizza.

### Un nouvel État en gestation
Les Grecs avaient, en parallèle, commencé à organiser des gouvernements locaux dans les diverses régions insurgées, afin de préparer la suite et de disposer d'instances dirigeantes dès l'indépendance. Un Sénat (ou « Gérousia ») du Péloponnèse se mit en place de façon spontanée d'abord à Kalamata sous la forme d'une « Gérousia de Messénie » le 6 avril 1821, puis dans les montagnes de Laconie le 7 juin pour l'ensemble de la presqu'île. Il s'agissait d'une assemblée de notables (« bourgeois », prêtres, chefs de guerre) représentative mais non élue. Des assemblées locales existaient dans les autres régions. Le Sénat du Péloponnèse s'était fixé comme objectif la prise de Tripolizza. Il avait ensuite prévu de se dissoudre et de convoquer une assemblée pour l'ensemble de la Grèce. Dès le 28 avril (julien), Kolokotrónis avait été nommé Commandant en chef (archistrátigos) de la région de Karýtena avec pour objectif la coordination des opérations militaires autour de Tripolizza en vue de prendre la ville.

### Tripolizza
La ville fut fondée vers le XIVe siècle pour remplacer les trois villes dépeuplées de Mantinée, Tégée et Pallantion. Elle était capitale ottomane du Péloponnèse dont elle devint aussi la plus grande des villes. Elle est située au milieu d'un plateau à 650 mètres au-dessus du niveau de la mer, entourée à l'ouest et au nord par un amphithéâtre de montagnes, la chaîne des Tríkorpha et par des marais au nord-est. Elle avait déjà été assiégée par des Grecs insurgés, en 1770, lors de la « révolution d'Orloff ». Là, les Ottomans victorieux avaient massacré la population grecque de la ville,,. Tripolizza était une ville pratiquement intégralement turque. D'après François Pouqueville qui en avait été le médecin lorsque détenu en 1799 successivement par Moustapha Pacha et par Ahmet Pacha, c'était l'évêché du Péloponnèse qui rapportait le moins et qui disposait du plus petit nombre de popes.
En 1821, elle était protégée par une enceinte épaisse de deux mètres à la base et de 70 cm au sommet, haute d'un peu plus de quatre mètres, avec une courtine et des tours, dont certaines avec des canons, et des demi-lunes à intervalle régulier tout au long de ses 3,5 km de circonférence. La muraille, dont le tracé était irrégulier, était percée de six portes. Il y avait encore un petit fort carré, le Grand Bastion, à l'intérieur des murs, sur une hauteur au sud-ouest. Cependant, elle était un objectif relativement plus facile que les autres forteresses du Péloponnèse. Au milieu d'une plaine alors que les autres étaient bien souvent sur des sommets escarpés ; entourée d'un simple mur de pierres quand Coron et Modon avaient été fortifiées par des ingénieurs vénitiens s'inspirant de Vauban ; et surtout au milieu des terres, sans espoir d'être secourue par la mer. Enfin, Tripolizza, en tant que capitale politique ottomane de la péninsule, abritait de nombreux riches Turcs. L'objectif était donc politique et financier,,,.
La population de la ville avait doublé dès le début de la guerre, pour atteindre, selon les sources, entre 25 000 et 34 000 habitants. Les Turcs du Péloponnèse, effrayés par les événements, combats et meurtres des trois premières semaines de l'insurrection, cherchèrent à se réfugier, avec leurs femmes et leurs enfants, dans les villes fortifiées. Ceux de Laconie et d'Arcadie, autour de 2 600 personnes se rendirent, logiquement, à Tripolizza. Tous les Grecs s'en étaient enfuis hormis trente-huit otages dont cinq évêques qui s'étaient rendus à la convocation bi-annuelle par les autorités ottomanes.

## Le siège

### Les préparatifs

#### Dans la ville
Au début du mois de mai 1821, Khursit Pacha, gouverneur du Péloponnèse occupé alors à mater la rébellion d'Ali Pacha en Épire, envoya des troupes, commandées par son Kehaya Bey (lieutenant-gouverneur) Moustapha, renforcer la ville où elles arrivèrent le 12 mai. Parmi les renforts, se trouvaient 1 500 Albanais musulmans considérés comme des troupes d’élite car encore invaincues. La garnison de la ville atteignait alors 9 000 à 10 000 hommes, dont un corps de cavalerie et une centaine d'artilleurs envoyés spécialement de Constantinople pour servir la trentaine de canons de la ville (seuls sept étaient encore utilisables, après de nombreuses réparations, à la fin du siège).

#### Chez les assiégeants

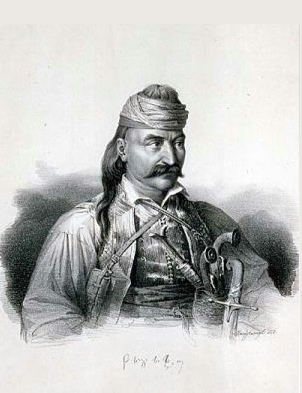
Theódoros Kolokotrónis.

Dans le même temps, les troupes grecques étaient de plus en plus nombreuses dans les camps autour Tripolizza, passant de 2 à 3 000 début mai, à plus de 6 000 au début de l'été. Néanmoins, les Grecs ne disposaient pas de cavalerie et leur artillerie était réduite à une demi-douzaine de canons et deux mortiers. Ils n'avaient pas non plus de service de santé qui pût soigner les blessés. Les pallikares se trouvaient dans les villages à la limite entre les montagnes et la plaine à l'ouest de la ville : (du nord au sud) Levidi, Piana, Chrysovitsi, Valtéstsi et Vérvena,. Il y avait quatre corps principaux : à l'aile gauche, 2 500 hommes sous les ordres de Kolokotrónis ; au centre, mille commandés par Anagnostarás ; à droite 1 500 sous Giatrako, et en réserve 1 500 autres commandés par Petrobey. Deux corps de 150 et 300 hommes surveillaient les routes d'Argos (et Nauplie) au nord et de Kalamata au sud,.
Theodoros Kolokotronis mit aussi cette période à profit pour imposer une réorganisation des troupes grecques. Jusque-là, les insurgés appartenaient à une bande, très souvent familiale, (comme du temps où ils étaient klephtes) et obéissaient au chef de celle-ci, très souvent l'aîné de la famille. Leur armement était rudimentaire, le plus souvent un couteau voire des outils agricoles reconvertis (fer de bêche par exemple). Il n'y avait aucune coordination entre les bandes dont les chefs poursuivaient des objectifs personnels. Le ravitaillement était assuré par les femmes.
L'archistrátigos, qui avait suivi une formation militaire dans les troupes britanniques des îles ioniennes, dans lesquelles il avait atteint le grade de major, imposa un mode de fonctionnement plus rationnel. Les chefs de bande furent officiellement nommés « officiers », par un brevet écrit. Ils devaient fournir un décompte exact du nombre d'hommes constituant leur groupe. Cela était censé éviter qu'ils le gonflent afin d'obtenir plus d'armes, plus de nourriture et plus d'argent pour les soldes. Cela empêcha aussi que les hommes retournent chez eux sans qu'on le sût. Kolokotronis imposa enfin son commandement centralisé, une certaine discipline dans les bandes et une coordination entre celles-ci.

#### Le problème du ravitaillement
Les villages et les villageois d'Arcadie furent chargés de ravitailler les assiégeants. Les ânes et les mulets firent la navette avec le pain. Karýtena se spécialisa dans la fourniture de bétail (chèvres et moutons) : 48 000 bêtes auraient été consommées par les troupes grecques. Dimitsana fournit la poudre et fut exonéré de tout autre prélèvement. Les bibliothèques des monastères voisins donnèrent à leur corps défendant le papier nécessaire aux cartouches. Les balles furent fondues à partir du plomb retiré des toits.
Comme toute ville assiégée, Tripolizza souffrit de problèmes d'approvisionnement. Les Grecs empêchèrent l'eau d'arriver à la ville. Des récits évoquent un empoisonnement de l'eau des aqueducs avec une plante de la famille des digitales. Cette légende peut avoir un fond de vérité, mais il est peu probable que le poison ait eu un effet quelconque, en raison des quantités énormes qu'il aurait fallu verser. Cependant, la rumeur aurait pu créer une panique parmi les assiégés. De plus, la ville disposait de puits en quantité suffisante pour son approvisionnement en eau. Très vite, les soldats albanais s'emparèrent des puits et en taxèrent l'utilisation.
La ville connut aussi progressivement des problèmes de nourriture. La nuit, les Maniotes installaient des marchés au pied des remparts et vendaient (à prix d'or) pain et fruits aux Turcs assiégés. Ce fut un échange commercial de ce genre qui le 5 octobre entraîna la prise de la ville. Jusqu'à la fin du mois d'août, la cavalerie ottomane effectuait des sorties de razzia, pillait des villages à quelques kilomètres de la ville et rapportait de quoi la nourrir. Les troupes de Theódoros Kolokotrónis finirent par y mettre fin. Tripolizza commença alors à manquer cruellement de nourriture. Les chevaux de la cavalerie, devenus inutiles et manquant de fourrage, furent alors mangés.

### Les premiers combats

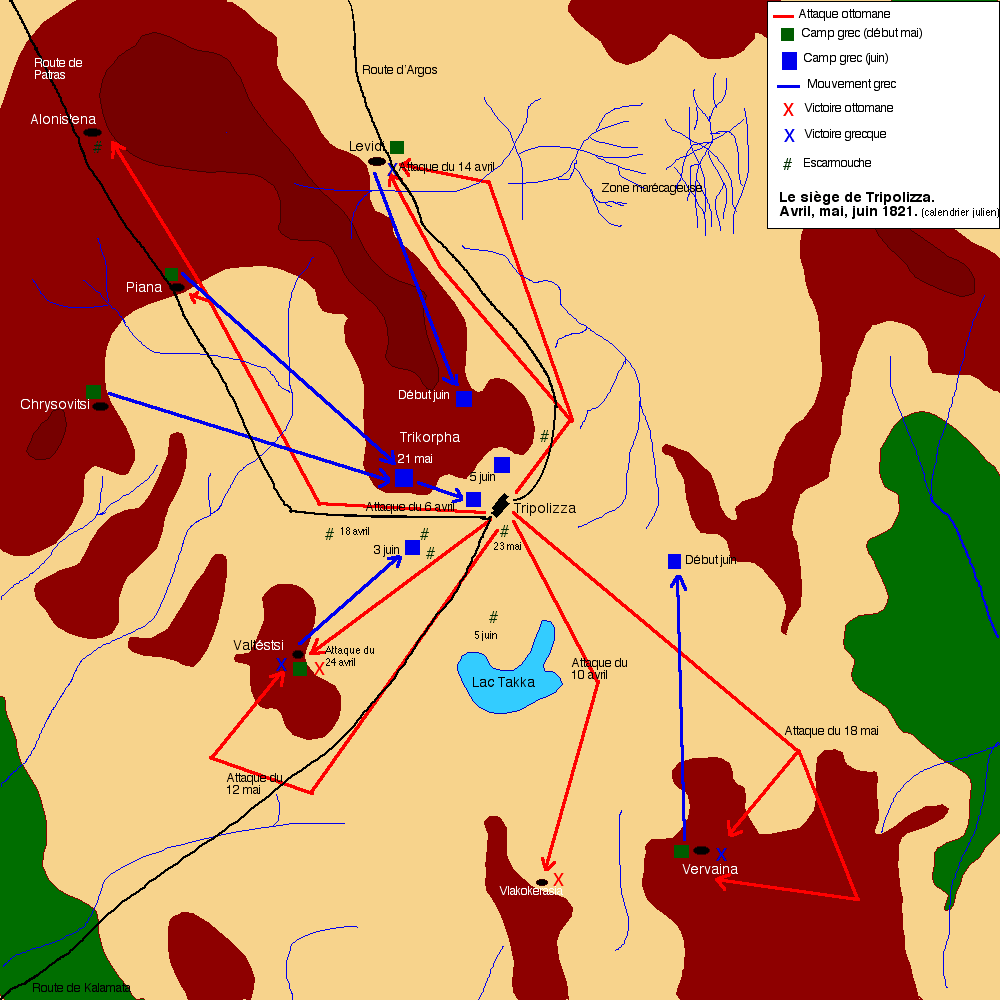
Premiers combats lors du siège.

Le 24 mai (12 mai julien), les Turcs de Tripolizza, qui venaient d'être renforcés par un contingent de mercenaires albanais envoyé de Patras, tentèrent une sortie pour raser le camp commandé par les Mavromichalis à Valtétsi, au sud-ouest de Tripolizza. Le village se trouvait au centre du dispositif grec, sur une petite colline. C'était aussi le plus proche de la ville. Il avait été sommairement fortifié : l'église était le principal point fort et en avant, trois tamboúria (redoutes) consistant en un mur d'un mètre de haut percé de meurtrières, avaient été construites. Moustapha Bey (le Kehaya Bey) qui gardait autour de lui en réserve ses 1 500 cavaliers, avait prévu une attaque en tenaille : une colonne de 3 500 hommes attaquant par le sud, une autre de 1 000 hommes par le nord et une troisième de 600 hommes prévue pour prendre à revers les Grecs qui ne pourraient manquer de se replier en abandonnant Valtetsi. Les Grecs ne se replièrent pas comme l'avait espéré le commandant ottoman. Ils résistèrent au contraire. De plus, sa cavalerie ne lui fut d'aucune utilité pour attaquer des redoutes au sommet d'une colline. Il en fut de même pour son artillerie, dont les servants ne se montrèrent pas capables d'atteindre les fortifications grecques. Kolokotrónis arriva au cours de la journée avec 1 200 hommes en renfort du camp de Chrysovitsi. À la tombée de la nuit, la décision n'était toujours pas faite. Chacun des adversaires avait espéré que l'autre se replierait avec l'arrivée de la nuit. Des nouveaux renforts grecs, 800 hommes, arrivèrent dans la nuit, prenant les Ottomans à revers. Moustapha Bey ordonna le repli. Les Grecs firent alors une sortie qui transforma le repli en déroute. La poursuite grecque fut ralentie par le pillage : les Turcs abandonnant armes et bagages, les Grecs s'arrêtaient pour les ramasser. La bataille avait duré 23 heures. Les Turcs auraient laissé derrière eux 300 morts et 500 blessés. Les Grecs auraient perdu 150 hommes, même s'ils ne reconnurent que quatre morts et dix-sept blessés. Cette victoire grecque fut importante psychologiquement. Elle montra que les insurgés ne s'effondraient pas à la première démonstration de force ottomane, comme la Porte l'avait espéré. Elle montra aussi que la réorganisation des troupes imposée par Kolokotronis était justifiée,,.

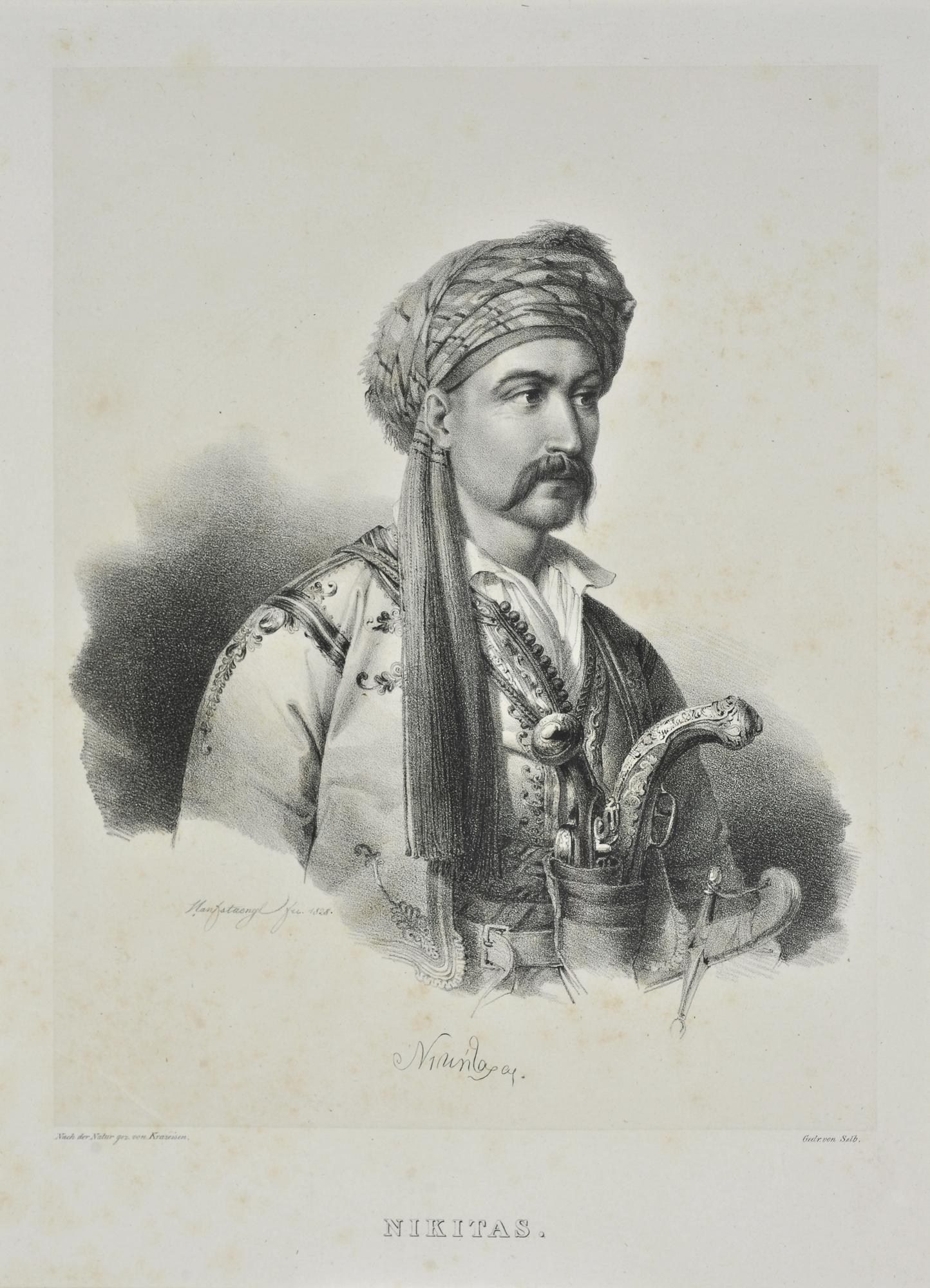
Nikítas Stamatelópoulos (Niketaras).

Le 18 mai (julien), Moustapha Bey, à la tête de 8 à 10 000 hommes, tenta une nouvelle sortie avec pour objectif Vérvena. Trois cents Grecs commandés par Nikétaras les rencontrèrent à Doliana. Les Turcs furent mis en déroute. Nikétaras y gagna son surnom de « Tourkophagos », le « Mangeur de Turcs ». Le 21 mai (julien), Kolokotrónis prit le village de Zarakova qu'il transforma en dépôt pour l'ensemble des opérations. Demetrios Plapoutas, avec des troupes venues des camps de Chrysovitsi et Piana s'empara de Trikorpha. L'étau autour de Tripolizza se resserrait.
Cependant, la situation se figea. Assiégés et assiégeants furent longtemps incapables de faire la différence. Les combats entrèrent dans une sorte de routine quotidienne, consistant principalement en des échanges d'insultes. Dès que quelque chose dépassait des fortifications, d'un côté ou de l'autre, il était accueilli par une volée de balles venues du camp adverse. Il arrivait que ce ne fût qu'un chapeau au sommet d'un bâton servant ainsi de distraction aux soldats. Lorsque la chaleur du jour devenait trop forte, juste après le zénith, les hommes venus des deux camps se retrouvaient à l'ombre, au pied des remparts pour discuter et fumer,.

### Les difficultés grecques

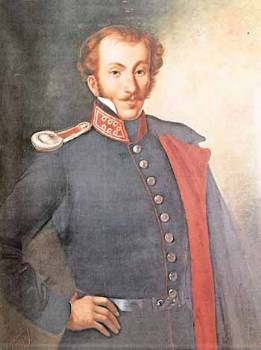
Dimítrios Ypsilántis.

Fin juin, Dimítrios Ypsilántis rejoignit les troupes grecques à Tripolizza. Son arrivée divisa les Grecs. Une partie le soutint, malgré la désastreuse défaite subie par son frère Alexandre dans les principautés danubiennes. Une deuxième partie resta fidèle à Theódoros Kolokotrónis. Une troisième partie était constituée de l'ancienne classe dominante grecque (clergé et propriétaires terriens) qui avaient acquis leur fortune et leur pouvoir au service de l'occupant ottoman. Ces chefs « civils », ou primats, (proésti ou prókriti en grec et kojabashi en turc) n'avaient apporté leur soutien à l'insurrection nationale que parce qu'ils désiraient remplacer l'autorité ottomane par la leur. Ils virent alors dans l'arrivée d'Ypsilantis un moyen de diminuer l'aura de Kolokotrónis et des « militaires ». Les futures guerres civiles entre insurgés grecs étaient donc déjà en germe lors de ce siège. Les hommes de Kolokotrónis ne tardèrent à proposer à leur chef l'élimination physique des primats.
Dès son arrivée à Tripolizza, Ypsilántis suggéra de remplacer le Sénat (ou Gérousia) du Péloponnèse par un gouvernement dont il serait le chef. Il demandait aussi à être nommé Commandant en Chef des forces armées grecques. Il déclencha alors la colère et des « civils » et des « militaires », créant une alliance de fait entre les primats et Kolokotrónis. Cette entente (temporaire) évita alors la guerre civile et le massacre des primats par les hommes de Kolokotrónis.
Un compromis fut finalement trouvé. Le 1er juillet (julien), le Sénat du Péloponnèse, réuni à Trikorpha nomma Ypsilántis à sa tête. Ce rôle faisait aussi de lui, comme pour d'autres chefs d'État, le Commandant en Chef des forces armées grecques. Kolokotrónis conservait le commandement réel,.

### Derniers combats et pourparlers

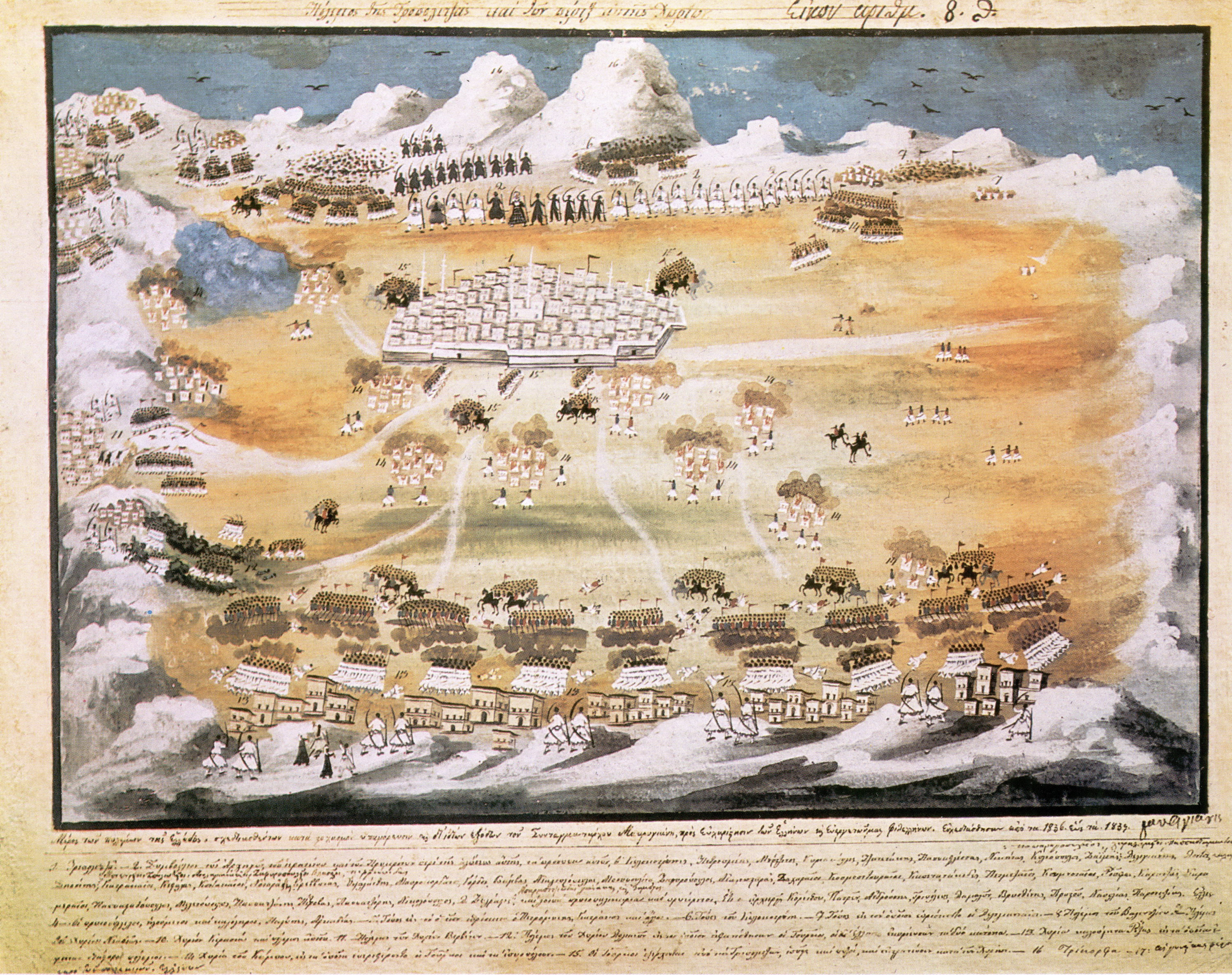
Le siège de Tripolizza. Gravure de Panagiotis Zografos pour les Mémoires de Yánnis Makriyánnis.

La prise de Monemvasia le 23 juillet permit aux insurgés grecs de s'emparer de matériel militaire ottoman, dont trois mortiers et quelques autres canons qui furent envoyés aux assiégeants de Tripolizza. Les témoins et les récits du siège évoquent le rôle que tenta de jouer à ce moment-là un Italien nommé Tassi, originaire de Plaisance. Ruiné dans des opérations commerciales à Smyrne, il se fit philhellène et officier du génie. Il se fit nommer άρχιμηχανικός, ingénieur en chef. Il se disait envoyé comme agent secret par des personnages puissants et haut-placés prêts à aider la Grèce insurgée, dès qu'ils auraient reçu ses rapports favorables. Il laissait échapper, comme par mégarde, Metternich, Castelreagh ou Kapodistrias. Il affirmait qu'il était expert en artillerie et il se chargea de tester les mortiers avant de les utiliser contre la ville. Il en fit exploser un qui endommagea les deux autres. Il fut alors considéré comme espion par les Grecs κατάσκοπος, et se trouva en danger de mort. Ypsilántis l'« exfiltra » discrètement deux jours plus tard pour lui sauver la vie.
Les canons restant furent confiés au philhellène français, le colonel Maxime Raybaud. Cependant, il ne put les installer de façon qu'ils menacent la ville. Début septembre, le philhellène écossais Thomas Gordon, accompagné d'Olivier Voutier, amena à Tripolizza des troupes (l'embryon de la future armée régulière grecque organisée sur l'ordre d'Ypsilántis par le philhellène français Baleste à Kalamata), six cents fusils français et trois obusiers. Leur maniement fut aussi confié au philhellène français Raybaud. Cependant, les canons qu'il fallut d'abord réparer, puis monter sur des affûts, ne furent pas très efficaces contre les murailles de la ville. Quant à Gordon, il avait organisé une compagnie de philhellènes et de Grecs qu'il payait sur ses propres deniers et dont il faisait l'instruction militaire.
Dès son arrivée en juillet, Ypsilántis avait suggéré à la ville de se rendre. La proposition avait été rejetée. Le 10 août (julien), Moustapha Bey tenta une dernière sortie. Ses troupes se heurtèrent au fossé que Kolokotrónis avait fait creuser autour de Tripolizza pour justement parer à cette éventualité. Le sort de la ville était joué. À la fin du mois, les forces grecques étaient devenues encore plus nombreuses (les estimations varient entre 10 000 et 20 000 hommes attirés par la perspective du pillage). Le 26 août (julien), Yánnis Goúras à la tête de 2 000 pallikares avait repoussé 8 000 soldats ottomans envoyés soulager Tripolizza au col de Vasilika près de Livadiá. Lorsque la nouvelle que l'aide ne viendrait pas atteignit la ville assiégée, des divisions commencèrent à s'y faire sentir. Le Kehaya Bey Moustapha suggéra de tenter une dernière sortie et de se frayer un chemin jusqu'à Nauplie. Les Albanais envisagèrent de négocier un accord séparé avec les Grecs qui achèteraient leur départ pour ne pas avoir à les combattre. Les bourgeois turcs pensaient aussi à la reddition, quitte à abandonner tous leurs biens pour avoir la vie sauve.
Le 24 septembre, les otages grecs encore aux mains des Turcs dans la ville écrivirent à la demande de ceux qui les détenaient une lettre aux assiégeants. Cette lettre demandait la reddition immédiate et sans condition des insurgés grecs s'ils désiraient obtenir la clémence du Sultan. Les exigences étaient bien sûr hors de toute proportion, mais il s'agissait seulement alors d'engager le dialogue. Les négociations réelles commencèrent deux jours plus tard. Les Grecs, pour montrer qu'ils étaient en position de force, y arrivèrent avec une heure de retard. Les négociateurs turcs, tous âgés, étaient menés par un ouléma, Cheik Nedjib Effendi et par Moustapha Bey de Patras. Les négociateurs grecs étaient menés par Kolokotrónis, Germanos, Giatrako, Anagnostaras et un primat de Karýtena. Ils exigeaient quarante millions de piastres, les armes et la moitié des effets des habitants de la ville en échange du libre passage vers Kalamata puis l'Afrique. Pendant dix jours, les conditions posées par les autorités ottomanes diminuèrent rapidement. Les assiégeants désiraient aussi que le siège s'achève rapidement, avant que le climat le rende difficile puis impossible. Le plateau de Tripolizza est un des rares lieux de Grèce avec un climat continental. La chaleur y est étouffante l'été, les pluies torrentielles à l'automne et l'hiver, gel et neige sont au rendez-vous. Les Grecs ne voulaient pas subir ces rigueurs du climat. Avec l'équinoxe, grains et vents commencèrent à se multiplier, et des Grecs tombèrent malades, d'autant plus que la faim commençait à menacer les assiégeants eux-mêmes dont les rations avaient été réduites.
Il y eut de nombreuses négociations séparées donnant lieu à des accords particuliers. Les Albanais négocièrent leur libre-passage vers l'Épire avec armes et bagages, à condition qu'ils rejoignent Ali Pacha insurgé ou tout au moins qu'ils ne combattent pas contre des Grecs. Les Turcs originaires de la ville maniote de Vardhoúni traitèrent avec leurs anciens voisins grecs et furent autorisés à traverser les lignes. Bouboulina elle-même aurait permis à des femmes turques d'acheter, au prix de leurs bijoux, le droit de quitter la ville. Kolokotrónis aurait vendu le libre-passage à un Juif, banquier du vizir, et à sa famille, pour 400 000 piastres. Le 26 septembre, il y eut aussi une quantité importante de femmes et d'enfants qui quittaient la ville quand les portes s'ouvrirent pour les négociations. Les Grecs avaient accueilli les premiers réfugiés dans leurs camps. Mais très vite, devant le danger de la disette qui les menacerait aussi s'ils continuaient ainsi, ils commencèrent à repousser les fuyards vers la ville en tirant dans leur direction. Les défenseurs ne voulaient plus de ces bouches inutiles dont ils avaient réussi à se débarrasser. Ils tirèrent donc aussi dans leur direction. Les Grecs se résolurent à les recevoir. Ils les installèrent dans un camp, derrière leurs lignes, sur la route de Kalavryta.
En pleines négociations, Dimitrios Ypsilantis quitta le siège, avec la majorité des philhellènes (sauf l'artilleur français Raybaud qui aurait préféré partir), l'intégralité de son embryon d'armée régulière et les plus gros canons. Kolokotrónis lui aurait suggéré d'aller empêcher un potentiel débarquement turc sur la côte nord du Péloponnèse où la flotte ottomane avait commencé à se montrer. Kolokotrónis lui avait adjoint son propre fils, Pános. Il semblerait que Kolokotrónis ait ainsi trouvé le moyen d'éloigner son rival Ypsilantis et d'être sûr, avec l'aide de son fils, qu'il resterait loin. De même, il semblerait qu'Ypsilantis ait sauté sur ce prétexte pour s'éloigner de la ville et ne pas partager la responsabilité des événements qui se profilaient. En effet, fin juillet, quand la citadelle de Navarin avait été prise, un accord avait été conclu mais n'avait pas été respecté par les Grecs qui avaient malgré tout tué l'intégralité de la garnison. Ypsilantis ne souhaitait pas exposer les troupes régulières qu'il avait eu tant de difficultés à créer et à discipliner, à un « mauvais exemple » de pillage sans respect des ordres et des accords.

### La prise de la ville

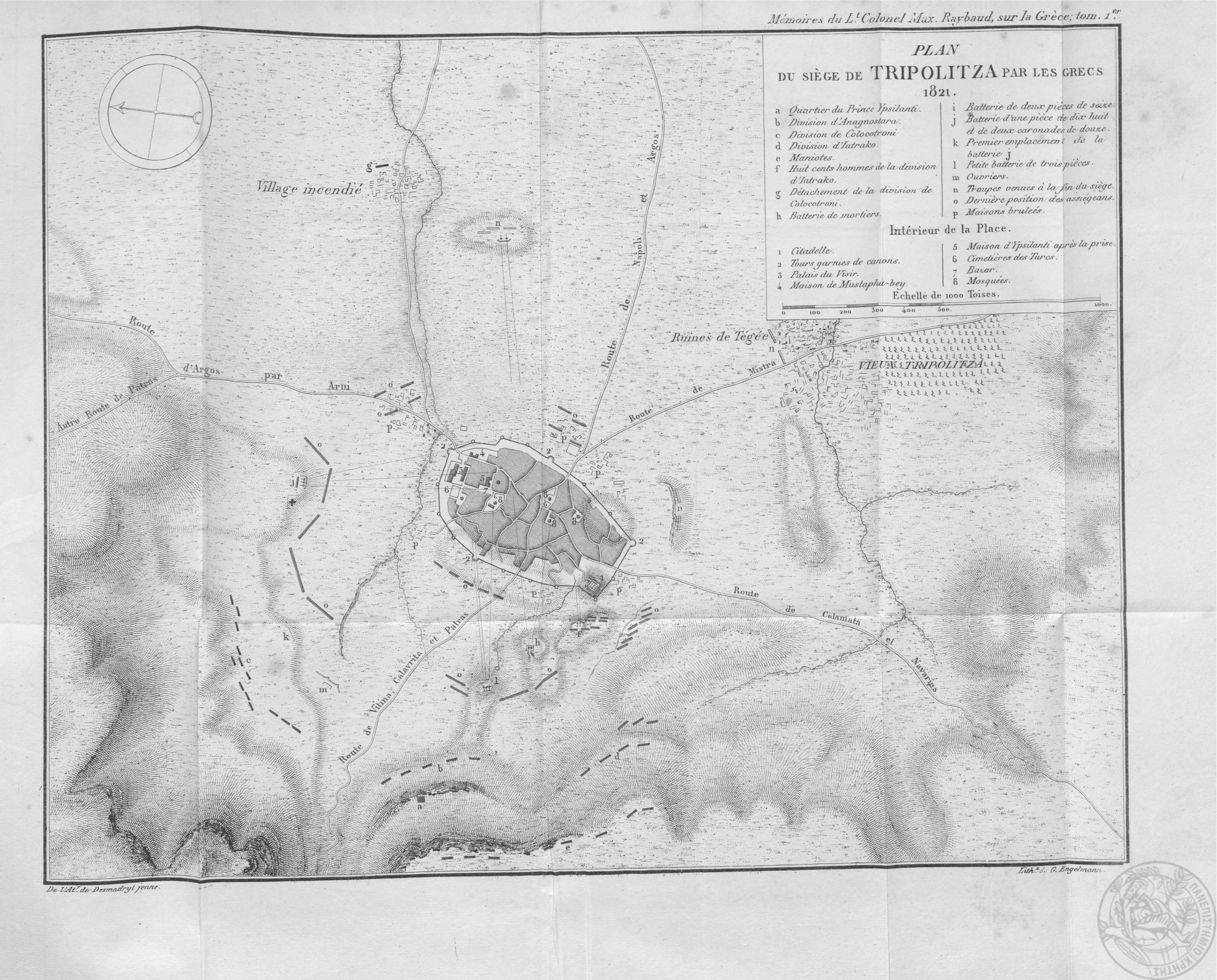
Plan du siège dans sa dernière phase,
tiré de l'ouvrage du philhellène Raybaud, qui assista aux combats.

Pendant que les Grecs et les Ottomans négociaient la reddition de la ville, les Grecs négociaient entre eux le partage du butin. Si la ville se rendait, les soldats (qui n'avaient pas été payés depuis le début du siège) recevraient les deux-tiers du butin et le dernier tiers serait versé au Trésor national. Si la ville devait être prise, les soldats obtiendraient alors les trois-quarts du butin. Le partage entre les hommes serait équitable : ceux qui gardaient les cols de contre-attaques éventuelles obtiendraient autant que ceux qui faisaient le siège. Il était prévu des parts pour les familles des combattants morts. Enfin, des primes étaient offertes pour tout Turc capturé vivant, alors que jusque là, trois piastres étaient offertes par tête de Turc rapportée au camp, dont la quantité était telle que l'odeur incommodait Maxime Raybaud.
Le vendredi 5 octobre 1821 (23 septembre julien), alors que les négociations se poursuivaient et qu'une trêve était donc plus ou moins en application, un petit groupe de Grecs s'approcha de la porte sud-est de la ville, pour vendre des fruits, comme c'était devenu l'habitude. Ils découvrirent qu'elle n'était plus gardée et profitèrent de l'occasion. Ils se précipitèrent dans la ville et en ouvrirent la porte principale. Une autre version suggère que les soldats de base auraient considéré que leurs chefs les trompaient en négociant avec les assiégés, voire que leurs chefs étaient les seuls à s'enrichir pendant les négociations. Ils auraient alors attaqué pour s'emparer de leur part du butin,. Les Grecs s'y engouffrèrent et commencèrent le carnage et le pillage.
Selon Maxime Raybaud, témoin des faits, dans le courant de la matinée, des Grecs avaient commencé à franchir la muraille sans opposition. Le canon de la forteresse dite du Grand Bastion fut alors tourné vers la partie de la ville qu'ils envahissaient. Une tour armée de quatre canons près de la porte de Navarin fut abandonnée par ses défenseurs ottomans qui se portèrent vers la partie de la ville où se déroulaient les combats. Raybaud et ses hommes, d'origine ionienne, s'en emparèrent. Ils en tournèrent les canons vers le Grand Bastion pour tenter de le réduire au silence mais Raybaud fut très vite laissé seul par ses canonniers qui préférèrent aller participer au massacre et au pillage.
Les mercenaires albanais, rassemblés dans la cour du palais, demandèrent le respect de l'accord qu'ils avaient conclu et purent s'installer à proximité de la ville ; ils partirent le 7 pour regagner leurs foyers en Épire.
Le carnage et le pillage durèrent trois jours. La quasi-totalité des Turcs et des Juifs de la ville furent tués. Selon Raybaud, les Grecs, alors même qu'ils s'apprêtaient à poignarder un Turc, s'arrêtaient pour aller tuer et brûler un Juif s'ils l'apercevaient à ce moment-là. Les récits évoquent des scènes horribles : maisons incendiées ; femmes et enfants défenestrés ; cadavres mutilés s'entassant sur les corps de ceux qui étaient morts précédemment de maladies ou de faim et dévorés par des chiens ; corps déterrés pour s'emparer des biens avec lesquels ils avaient été inhumés. Kolokotronis et Giatrako qui pénétrèrent alors à cheval dans la ville furent incapables de faire entendre raison à leurs hommes. Ils n'entendaient même plus leurs chefs. Le 6 octobre (24 septembre julien), Anagnostaras décréta une amnistie pour tous les vaincus. Elle resta lettre morte, tout comme son interdiction de tuer intra-muros. Le pillage finit par dégénérer. Ceux qui n'avaient pu s'emparer de butin attendaient aux portes de la ville pour tuer et dépouiller les Grecs plus chanceux qu'eux. On commença alors à abattre les murailles pour quitter la ville sans danger.
Dans les négociations séparées, 2 000 femmes et enfants avaient été autorisés à quitter, moyennant finances, Tripolizza. Ils se trouvaient encore très près de la ville le 5 octobre. Un groupe de soldats grecs les rejoignit et les massacra. Le Français Raybaud réussit à sauver une jeune fille qu'il confia ensuite à une famille corfiote,.
Malgré l'absence des troupes d'élite albanaises, les soldats ottomans résistèrent. Une quarantaine réussit même à se réfugier à Nauplie après s'être frayés un chemin à travers les lignes grecques. Le 8 octobre (26 septembre julien), les soldats ottomans retranchés dans le Grand Bastion, mais à court d'eau et de nourriture, se rendirent. C'était le dernier point de résistance. La ville était totalement sous contrôle grec,.
Quelques Ottomans eurent la vie sauve, protégés (contre rançon ou en vue de négociations) par Kolokotronis et Petrobey : la plupart des officiers ottomans, dont le Kehaya Bey Moustapha, et les femmes de Khursit Pacha. Kiamil Bey, très riche propriétaire terrien et gouverneur de Corinthe, fut lui aussi épargné, les Grecs comptant l'utiliser pour accélérer la reddition de la forteresse de l'Acrocorinthe et s'emparer de ses richesses. Certains prisonniers furent assassinés par la suite ; Moustapha et les femmes de Khursit furent libérés en avril 1822 après plusieurs mois de tractations, contre une forte somme et une partie des otages grecs aux mains des Turcs.

## Conséquences

### Bilan humain
On estime qu'un peu plus de 30 000 personnes, hommes, femmes et enfants, devaient s'y trouver au début du siège. En octobre, la population était tombée à 15 000, à la suite des nombreux décès à cause des combats, de la famine ou des épidémies, mais aussi grâce aux diverses évacuations négociées séparément. Les troupes grecques ne respectèrent pas les conventions militaires en vigueur alors : la garnison pouvait être passée par les armes et la ville pillée, mais les civils devaient être épargnés. Ce ne fut pas le cas. Près de 8 000 personnes furent exterminées,. Theódoros Kolokotrónis écrit dans ses Mémoires :
« Du vendredi au dimanche, les soldats grecs massacrèrent femmes, enfants et hommes. Au total, 32 000 personnes furent tuées à Tripolizza et dans ses environs. […] Un Hydriote, à lui seul, en tua plus de quatre-vingt-dix. […] Finalement, un messager fut envoyé et le massacre s'arrêta. »
On estime les pertes grecques à 300 morts ou blessés lors de combats pour la prise de la ville. Parmi celles-ci, on compte les trente-huit otages qui ne furent pas tués par les Ottomans, mais qui décédèrent à la suite d'abord des mauvais traitements qu'ils avaient subis, puis à cause d'un changement trop brutal de régime alimentaire. Il faudrait ajouter les morts lors des affrontements fratricides à propos du butin. Le philhellène français Claude Denis Raffenel, (Histoire des événements de la Grèce), les estime à 800. Les cadavres en décomposition, ajoutés aux mauvaises conditions d'hygiène au cours du siège (des deux côtés), entraînèrent le développement d'une épidémie (non identifiée par les témoins de l'époque) qui causa de nombreux morts, et surtout un exode rapide loin de la ville et de ses pestilences.
La ville presque détruite fut reconstruite par les Grecs. Elle fut reprise par Ibrahim Pacha au nom du Sultan en juin 1825. Kolokotronis avait essayé de la brûler pour empêcher les troupes égyptiennes de s'en emparer, mais celles-ci arrivèrent à temps pour éteindre l'incendie. En août 1828, alors qu'il était vaincu partout et qu'il devait évacuer le Péloponnèse, Ibrahim Pacha ordonna la destruction systématique de Tripolizza.

### Bilan politique en Grèce
Dès la prise de la citadelle, Kolokotrónis s'y enferma, avec quelques-uns de ses hommes et membres de sa famille, et s'empara de toutes les richesses qui y avaient été accumulées. Cette fortune lui servit durant la suite de la guerre, surtout pendant les guerres civiles entre Grecs, puisqu'il pouvait solder lui-même ses fidèles, sans dépendre du pouvoir. Il profita aussi des retombées politiques de sa victoire. Il avait été un des principaux avocats de la prise de la ville qu'il avait réalisée lui-même. Il apparaissait donc comme un stratège victorieux. Il devint de fait le véritable commandant en chef des troupes grecques, tandis que l'étoile d'Ypsilantis pâlissait.
La prise de Tripolizza entraîna un flottement dans la guerre. Un très grand nombre d'hommes avait été rassemblé au moment du siège. Les effectifs diminuèrent très rapidement. Une bonne partie s'en alla mettre à l'abri son butin et d'autres, considérant que la guerre était finie, rentrèrent purement et simplement chez eux avec leur butin. Les troupes des divers capitaines furent très fortement réduites. À l'Assemblée nationale d'Épidaure, qui s'ouvrit à la fin de l'année, le parti « militaire » se trouva en position de faiblesse face au parti des « politiques ».

### L'opinion occidentale
Si les défaites et les massacres subis par les Grecs émurent l'opinion internationale et entraînèrent le développement du philhellénisme, le massacre des Turcs de Tripolizza n'eut pas l'effet inverse. Un des seuls philhellènes à réagir négativement fut l'Écossais Thomas Gordon. Écœuré, il abandonna la cause grecque après avoir été témoin de la prise de cette ville. Il n'accepta de revenir, à ses propres conditions, que cinq ans plus tard,.
Quand il ne fut pas purement et simplement ignoré, le massacre fut le plus souvent excusé en Occident. Si les journaux rapportaient les exactions ottomanes, celles des Grecs étaient passées sous silence. On peut lire dans le Niles' Register de 1822 à propos des Turcs morts à Tripolizza : « S'ils n'avaient pas été tués, ils auraient certainement massacré les Grecs ».
Le massacre fut aussi justifié a posteriori par les souffrances endurées par les Grecs du temps de l'occupation ottomane et lors des premiers mois de la guerre. Ainsi, le philhellène Maxime Raybaud, avant d'évoquer le massacre, écrit : « Hélas, une population considérable devait être offerte aux mânes des victimes de Smyrne, Constantinople, Scala-Nova et Ayvali et de nouvelles douleurs, de nouveaux outrages pour l'humanité allaient venger quatre siècles d'oppression et d'injures ».
L'historien français Camille Leynadier dans le tome consacré à la Grèce dans son Histoire des Peuples et des Révolutions écrit en 1847 pages 135-136 : « Les Grecs noyèrent, pour ainsi dire, dans une mer de sang, les injures dévorées pendant des siècles. Toutes les dettes contractées envers la Porte, durant tant d'années, et en un si grand nombre de lieux, furent payées dans l'étroit espace d'une nuit et d'une ville. On aurait toujours ignoré jusqu'où avait été l'oppression musulmane, si on n'avait pas vu jusqu'où alla le ressentiment des victimes. »
L'historien grec Konstantínos Paparrigópoulos écrivit, laconiquement, dans le tome consacré à la guerre d'indépendance de son Histoire de la Grèce moderne. paru en 1858 : « le 23 septembre, Tripoli [Tripolizza] elle-même, alors capitale du Péloponnèse, fut prise d'assaut ».
Encore aujourd'hui, l'événement est à peine évoqué, voire omis. C'était le cas dans les manuels grecs d'histoire à la fin des années 1980 où il était rapporté ainsi : « L'armée grecque s'engouffra dans la ville et il est impossible de décrire ce qui suivit. » Plus récemment, le Guide Bleu. Grèce continentale., dans son édition de 2006 propose à propos de la ville de Tripoli : « Création turque incendiée par Ibrahim Pacha pendant la guerre d'indépendance ».